# Piaristická kolej (Litomyšl)
Piaristická kolej v Litomyšli je bývalý řeholní dům Řádu zbožných škol založený v roce 1640 a sloužící svému účelu do roku 1950. Spolu s kostelem Nalezení sv. Kříže, budovou bývalého piaristického gymnázia a klášterními zahradami tvoří litomyšlský piaristický areál. Objekt je od roku 1958 je chráněn jako kulturní památka České republiky, v polistopadové době jej restituoval piaristický řád a v současné době budovu užívá Fakulta restaurování Univerzity Pardubice jako ateliéry a studentskou kolej.

## Dějiny objektu

### Od založení do zestátnění
První piaristy do Litomyšle uvedla v roce 1640 Frebonie Herula Eusebie z Pernštejna, poslední majitelka Litomyšle z tohoto rodu. Několik řeholníků zde přišlo z Lipníku. Smlouva mezi provinciálem řádu a Frebonií z Pernštejna byla uzavřena 3. září téhož roku. Alexandr a s. Bernardo, Mikuláš a s. Cruce a Lukáš a s. Ludovico, první tři příslušníci Řádu zbožných škol v Litomyšli, se nejdříve ubytovali v domě na náměstí, kde začali i s výukou.
Ke stavbě piaristického areálu se přikročilo až o rok později. 30. května 1641 byl za přítomnosti pražského arcibiskupa Arnošta Vojtěcha z Harrachu položen základní kámen. Plány koleje vypracoval neznámý piaristický stavitel z Mikulova, fundátorka však s jeho plánem nebyla spokojena a stavbou pověřila jistého Šimona, vlašského stavitele z Prahy. V roce 1643 bylo dokončeno jedno křídlo koleje, do kterého se 13. června nastěhovali první otcové, jejichž počet se brzy zvýšil na dvacet. V následujících letech se dostavěla další dvě křídla, čímž kolej získala půdorys písmena „U“. Architekt počítal od samého počátku se čtyřkřídlou dispozicí koleje, což však neumožňoval dům zámeckého hejtmana Kúnika stojící na severovýchodní straně. Tento dům se podařilo odkoupit až v roce 1676 a následně na jeho místě dostavět původně plánované severovýchodní křídlo koleje, čímž se naplnil prvotní záměr architekta a vznikl uzavřený rajský dvůr, obklopený otevřenými arkádami. Tato fáze stavby byla zřejmě dokončena k roku 1685, který je vepsán v chronogramu na portálu.
Na stavbu koleje byl použit zejména kámen pocházející ze starších staveb i z kamenolomů, ale také cihly z litomyšlské cihelny. Kámen na sochařské práce pochází pravděpodobně z Mladějova na Moravskotřebovsku. Celkové náklady na materiál a práci v koleji činily 3400 zlatých.
Následovaly drobné přestavby a rozšíření, zejména v souvislosti se stavbou nového piaristického kostela v 1. polovině 18. století, kdy byla mimo pořízení mimořádné výzdoby refektáře vystavěna a vysvěcena unikátní očistcová kaple v jihozápadním křídle kolejní budovy. Tato kaple sloužila ke sloužení mší za zemřelé.
Dalších úprav se kolejní budova dočkala v 19. století, kdy mj. okenní otvory prvního patra na vnější fasádě získaly současné půlkruhové zaklenutí. V 19. století se také postupně snižoval počet zde žijících piaristů, a to zejména v souvislosti s vydáním nových školských zákonů v 70. letech, které nakonec vedly k postátnění piaristického gymnázia. Největší útlum řeholního života pak nastal v období První republiky, kdy žil v koleji po většinu času pouze rektor a zbytek budovy byl využíván k ubytování sociálně slabých rodin.

### V „péči“ státu
Po komunistickém únorovém převratu proběhl v Litomyšli v říjnu 1950 vykonstruovaný politický proces s posledním rektorem koleje Františkem Ambrožem Stříteským a tzv. teroristickou skupinou ATA. Rektor Stříteský byl odsouzen k pětadvaceti letům tvrdého žaláře, čímž v Litomyšli skončilo více než třísetleté působení Řádu zbožných škol. Kolej byla následně zkonfiskována a využívána jako internát Střední pedagogické školy. Cely někdejších piaristů byly přeměněny na kamny vytápěné studentské pokoje a z refektáře se stala školní jídelna. Za tímto účelem bylo z vedlejší místnosti, zařízené nově jako kuchyně, probouráno výdejní okénko. V kolejní budově vznikly rovněž velkokapacitní umývárny. To však nebyly ani zdaleka jediné stavební zásahy do budovy, která byla často nevhodně upravována pro účely svého aktuálního využití již od 19. století. Celkově byl objekt ve špatném stavu, bojoval zejména se značnou vlhkostí, která narušovala zdivo.

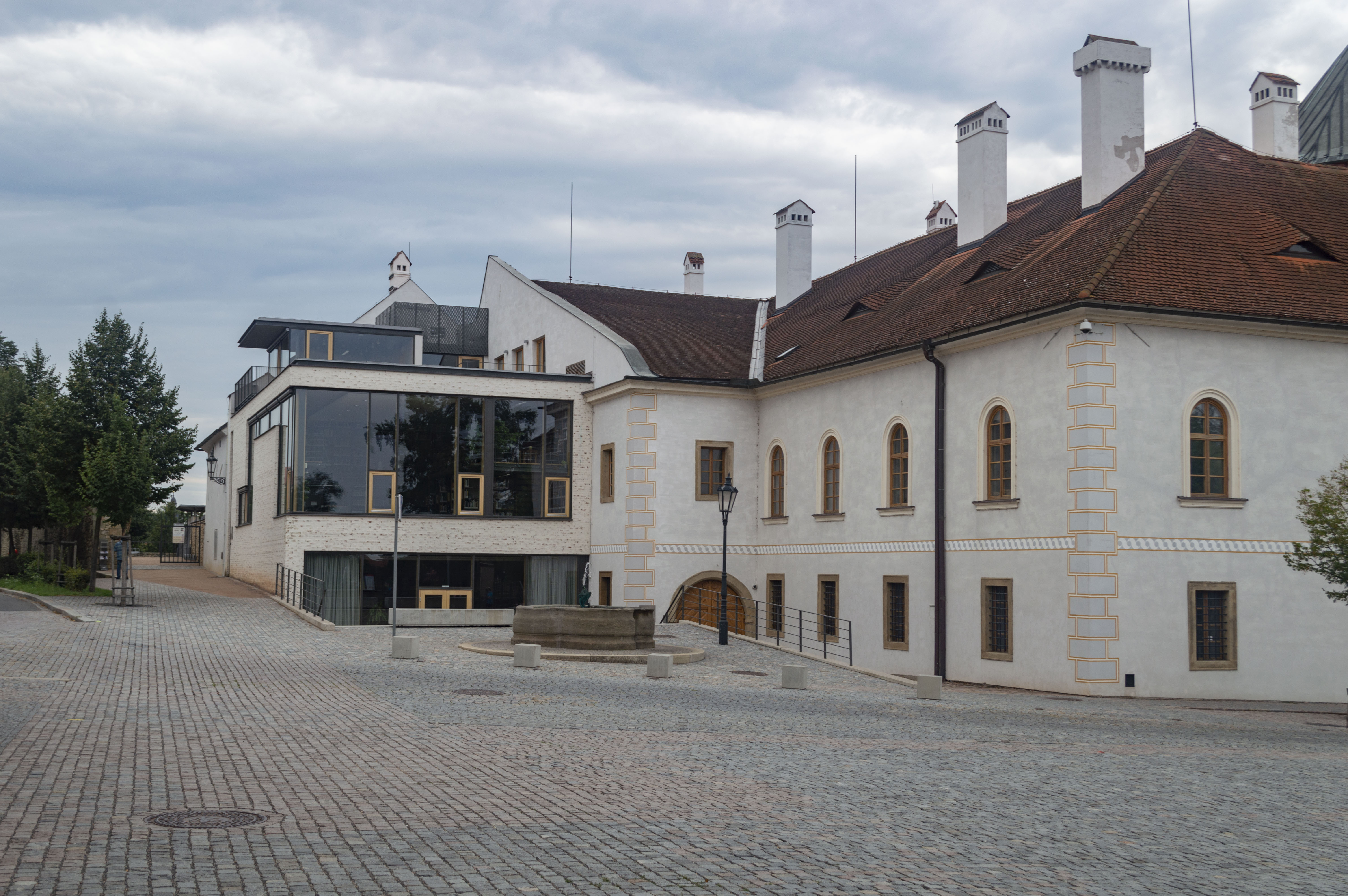
Dostavba piaristické koleje (Burian – Křivinka architekti)

### Moderní doba
Teprve po sametové revoluci se utvořily předpoklady pro zlepšení situace, ve které se kolej nacházela, a pro zajištění péče o tuto významnou památku. V 90. letech byl objekt navrácen Řádu zbožných škol, mezi lety 1997–2000 byla kompletně opravena fasáda budovy, která však sloužila i nadále jako ubytování pro středoškolské studentky a studenty pedagogické školy. Tento účel kolej plnila až do r. 2003, kdy Litomyšl získala novou, moderní budovu internátu. Piaristickou kolej začal na základě dohody s piaristy užívat Institut restaurování a konzervačních technik Litomyšl, o.p.s. Studenti školy, která se v roce 2005 stala jednou z fakult Univerzity Pardubice, v rámci svých kvalifikačních prací postupně zrestaurovali zanedbaný refektář, kapli Očistec i další prostory a umělecké prvky koleje.

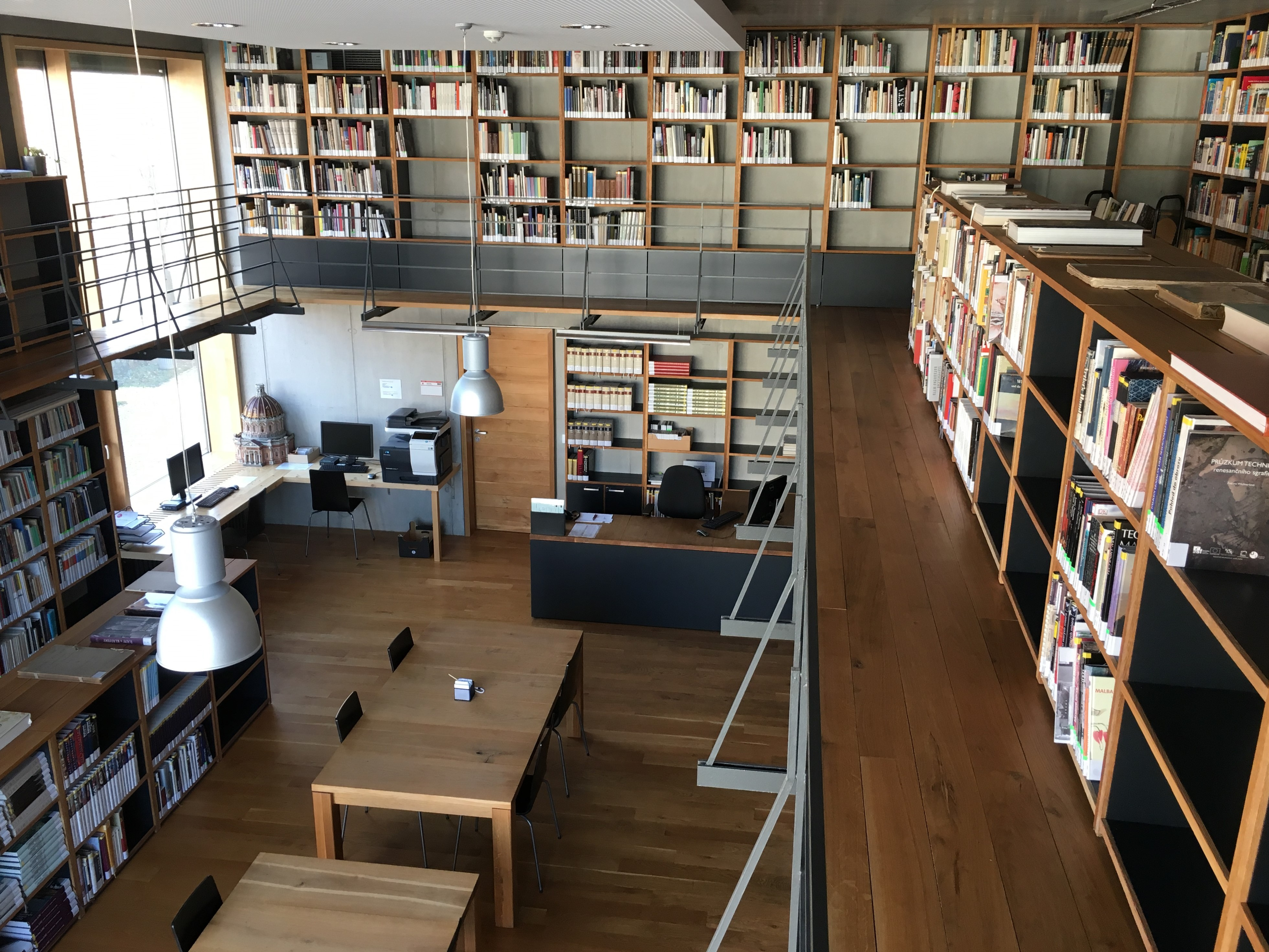
Univerzitní knihovna v patře přístavby

V letech 2008–2015 bylo v rámci projektu revitalizace zámeckého návrší v Litomyšli přikročeno k celkové rekonstrukci kolejní budovy podle návrhu ateliéru Burian – Křivinka architekti. Kolej byla uzpůsobena pro potřeby ateliérů, a byla provedena rekonstrukce ubytovací části, která nyní splňuje současné standardy. V koleji současné době sídlí Ateliér restaurování papíru, knižní vazby a dokumentů, Ateliér restaurování uměleckých děl na papíru, Ateliér restaurování nástěnné malby a sgrafita a Katedra humanitních věd. Část prvního patra slouží jako vysokoškolská kolej.
V rámci revitalizace se objekt dočkal také přístavby k severovýchodnímu křídlu. V patře se nachází odborná univerzitní knihovna, v přízemí nová městská obřadní síň. Pavilon se střešní terasou užívá fakulta jako zasedací místnost.

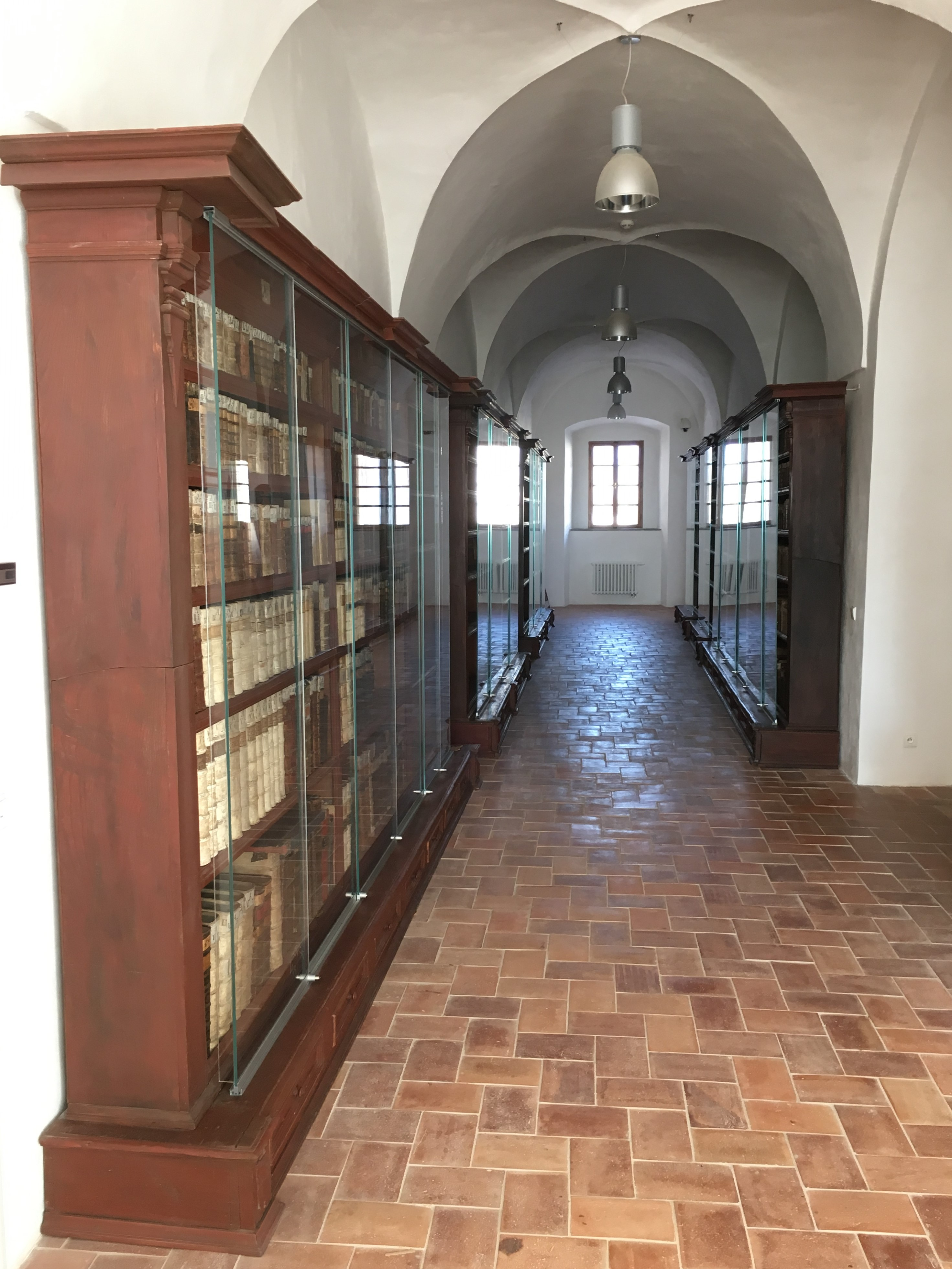
Chodba s uloženou piaristickou knihovnou

Ve spojující chodbě severovýchodního křídla a přístavby našla své umístění v dobových barokních skříních původní knihovna litomyšlské piaristické koleje. Mimořádně komplexní a téměř v ucelené podobě dochovaný knihovní fond, systematicky budovaný od 17. století, byl po roce 1989 navrácen řádu a čítá více než 4000 svazků z oblasti přírodních i humanitních věd, nachází se zde však i beletrie.

## Popis objektu

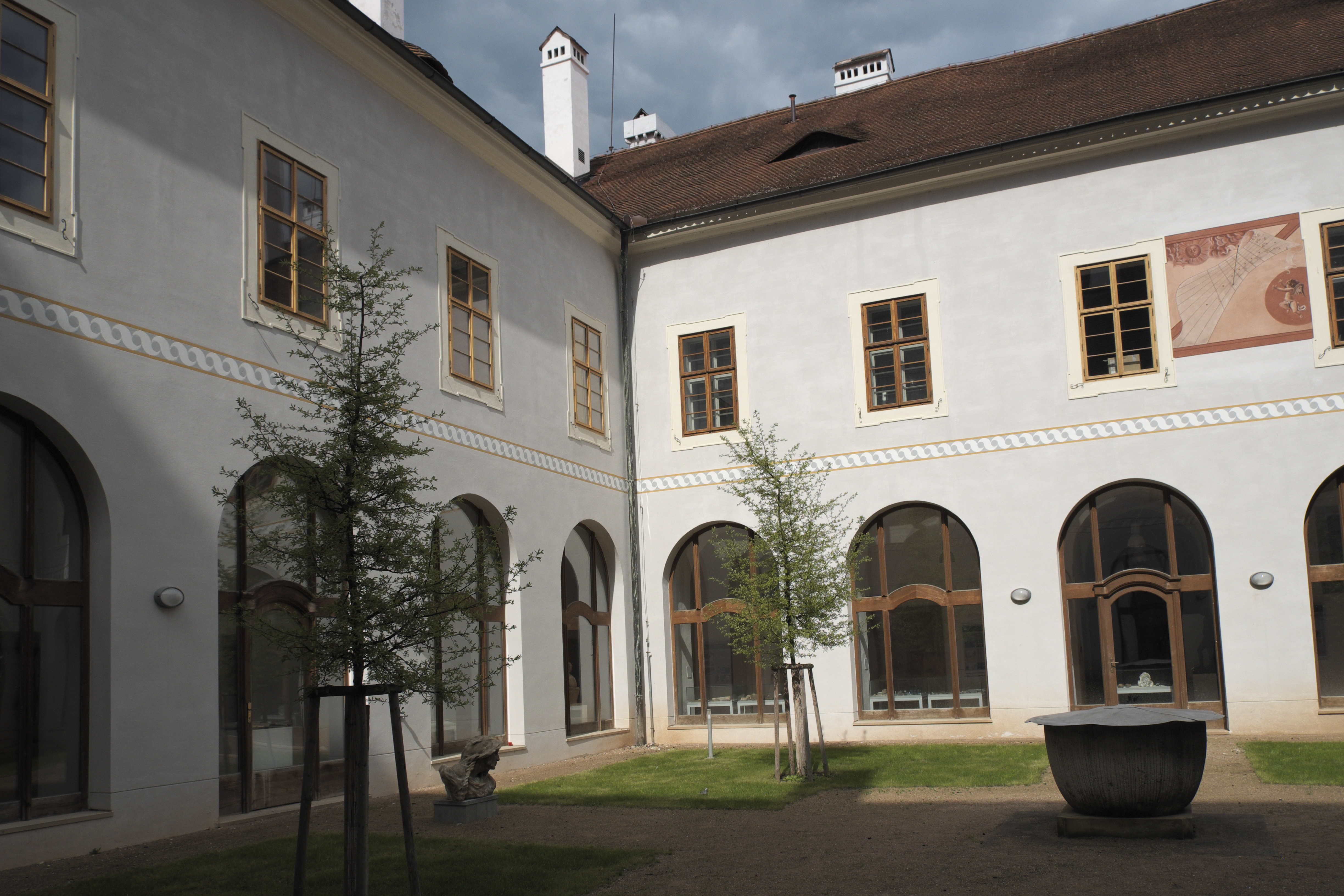
Rajský dvůr (na fasádě sluneční hodiny)

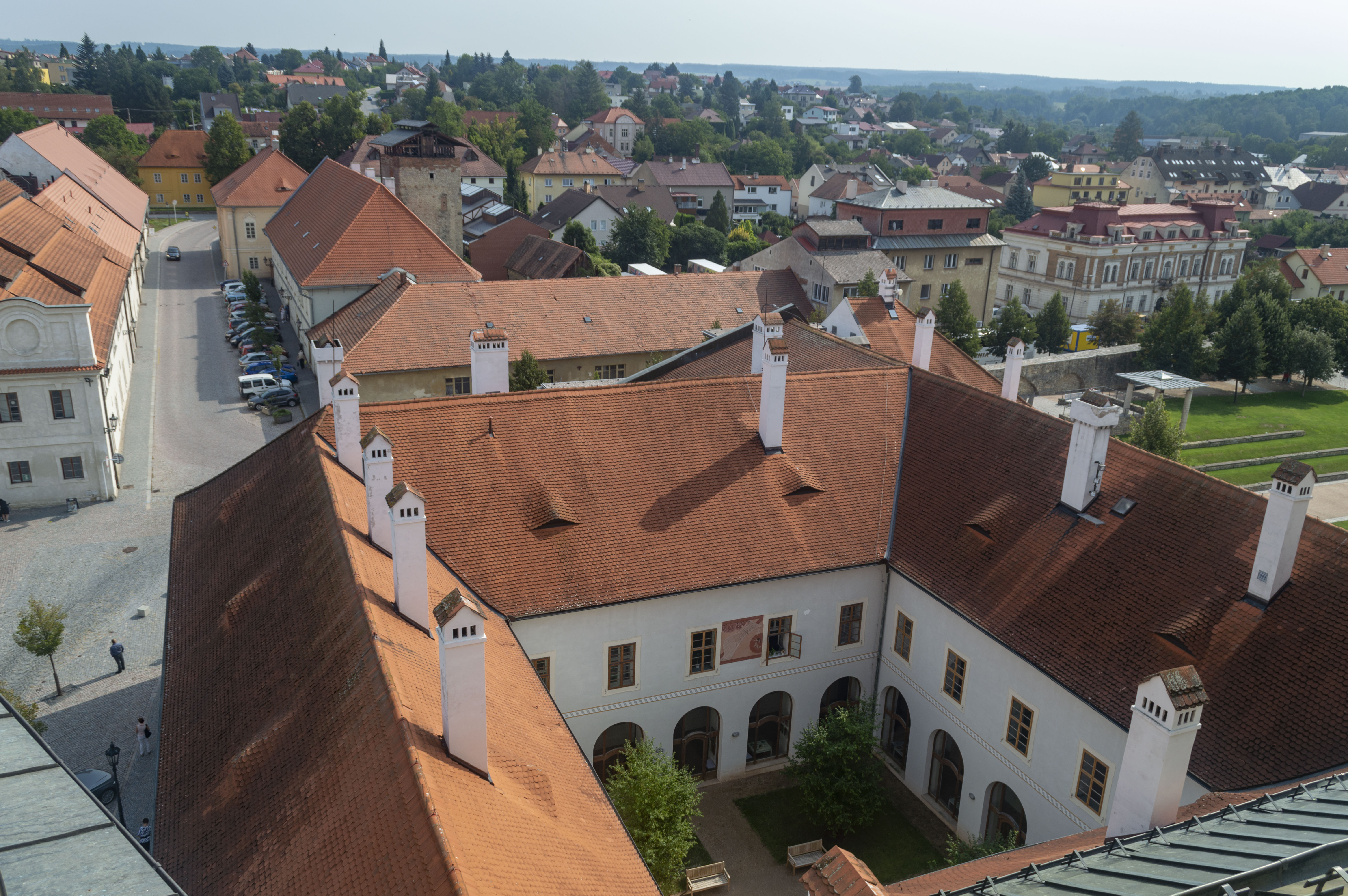
Ambit koleje při pohledu z vyhlídky kostela

Budova koleje má tradiční podobu ambitu obíhajícího rajský dvůr a čtyř přiléhajících jednopatrových křídel kvadratury. Na jihozápadní straně objekt navazuje na chrám Nalezení sv. Kříže, severozápadní křídlo je průčelím obráceno k veřejnému prostranství, které z protější strany uzavírá plot zámecké zahrady, a z boků slepé průčelí zámeckého pivovaru na jedné a průčelí bývalého piaristického gymnázia (dnes Regionálního muzea v Litomyšli) na druhé straně. Severozápadní křídlo, doplněné mezi lety 2010–2014 přístavbou univerzitní knihovny, lemuje Zámecká ulice a křídlo jihozápadní je plně obráceno do prostoru klášterních zahrad.
Vnější i vnitřní fasády jsou střízlivě řešené a hladké, dekorované pouze na rozích hladkou bosáží a polokruhově zakončenými okny v patře (půlkruhové zakončení oken doplněno během rekonstrukce v roce 1821). Střecha koleje je valbová.

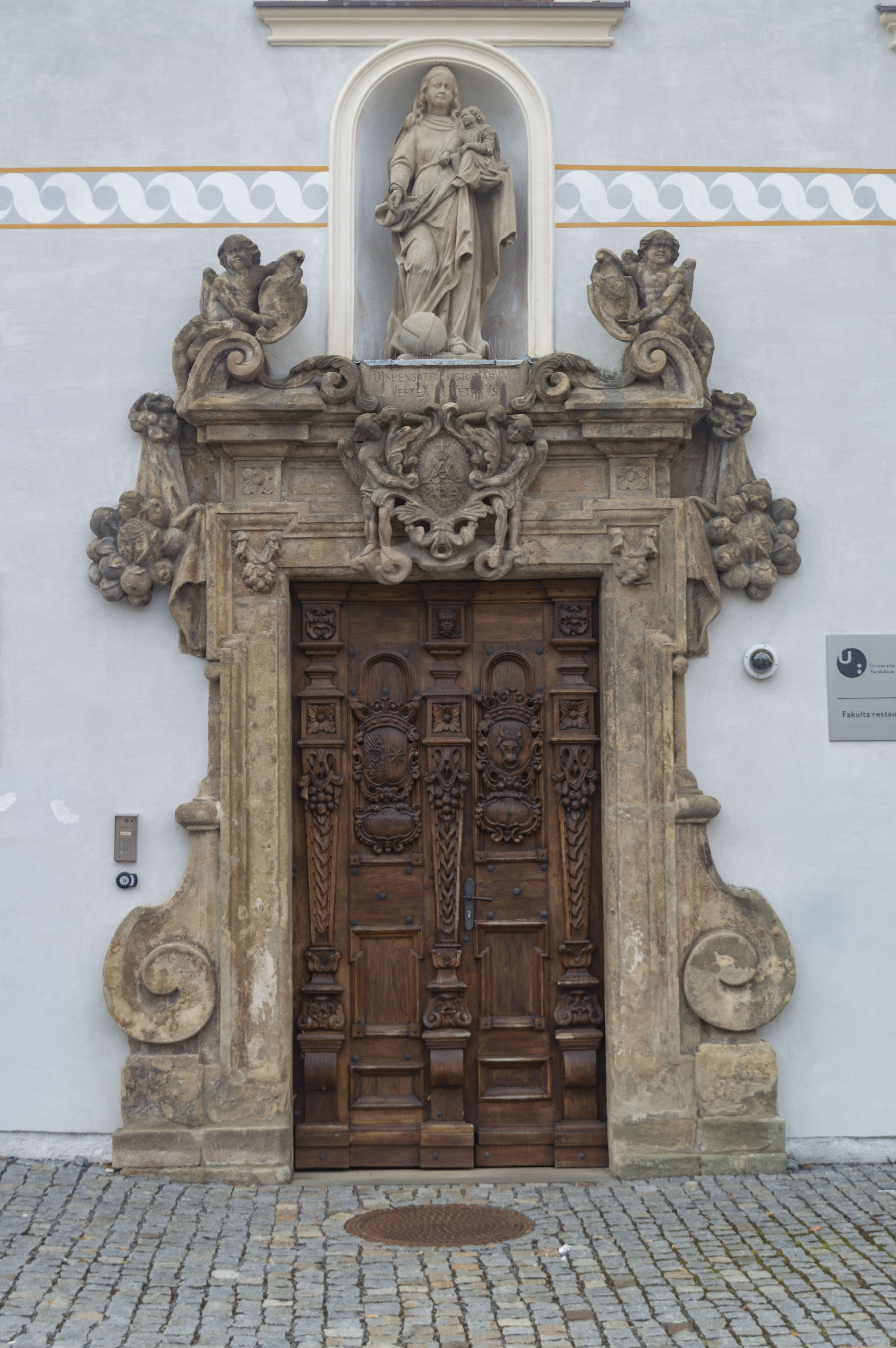
Vstupní portál s dveřmi z roku 1681

Jediným výrazně dekorativním prvkem na fasádě koleje je vstupní portál na vnější zdi severozápadního křídla. Jedná se údajně o dílo bratra Simona a bratra Urbana Kaupeho. Portál je zhotoven z pískovce, tvoří pravoúhlé ostění s uchy v horní a s postranními boltci v dolní části. Více zdobená je jeho horní partie, kde dva andílci nesou kartuši se dvěma skříženými ratolestmi a znakem Řádu zbožných škol. Ve výklenku nad portálem je umístěná kopie sochy Madony s dítětem (originál je od r. 2000 umístěn v kostele Povýšení sv. Kříže), po stranách niky se nacházejí dva pískovcoví andělé opření o kartuše. V jedné z nich je znázorněn strom života, ve druhé roh hojnosti. V portálu jsou osazeny dubové dveře s bohatou řezbou a datací 1681 odkazující na zhotovení portálu (samotné dveře byly nasazeny až roku 1685). Kresebný návrh těchto dveří pochází již z roku 1680.
Ambit je široký 2,5 metru a je sklenutý křížem s lunetami. Rajský dvůr má téměř čtvercový půdorys (25,10 × 24,10 metrů). Na severovýchodní fasádě rajského dvora jsou namalované sluneční hodiny z 18. století. Uprostřed dvora je umístěna soudobá kamenná fontána.

### Refektář
Bývalý refektář je umístěn na rohu jihovýchodního křídla objektu. Svou současnou podobu (navrženou pravděpodobně Františkem Maxmiliánem Kaňkou) s bohatým štukovým dekorem a nástropními malbami získal roku 1726. Prostor je sklenut valenou klenbou zdobenou štukem v podobě páskovým a akantových větvic, které tvoří rámce pěti segmentových stropních zrcadel s nástropními malbami. V prvním zrcadle spatřujeme anděla v červeném rouchu hrajícího na lyru a obklopeného různými hudebními nástroji. Druhá malba zachycuje vztyčený kůl opletený bílou růží s nápisem „Amore“ a dále erb rodu Trautmannsdorfů s nápisem „Recte Conveniunt“. Další malba představuje Pannu Marii s anděli a v malba v následujícím zrcadle upomíná na zakladatelku kláštera Frebonii z Pernštejna v podobě donátorky s piaristickou kolejí. Posledním vyobrazením je anděl držící v ruce tabulku s Desaterem, nad andělem je symbol nejsvětější Trojice a pod ním knihy jako symbol vzdělanosti, o kterou piaristé usilovali. Stěny refektáře zdobí malované florální motivy.

### Očistcová kaple
Kaple zvaná Očistec (Sacellum mortuorum) se nachází v jihozápadním křídle koleje a je přístupná jak z ambitu, tak z prostoru piaristického kostela. Jde o umělecky nejhodnotnější a nejpozoruhodnější prostor piaristické koleje a o mimořádný doklad kultu smrti (resp. dušičkového kultu) v barokní době. Kaple byla dokončená roku 1732 a jedná se o téměř čtvercový prostor s centrálním hranolovým pilířem sklenutý čtyřmi klenebními poli.
Bohatá štuková, ale především malovaná výzdoba prostoru se svou tematikou vztahuje ke smrti, duším v očistci, ale i vzkříšení. Mělo umocňovat dojem z církevního obřadu, jako kulisy dokreslují děj divadelní hry. Výjevy lze rozdělit do tří sfér: ve spodní části najdeme symboliku záhuby, pomíjivosti lidského času, beznaděje a marnosti (duše trpící v očistcových plamenech, destruovaná nebo křovím zarostlá architektura, zazděné brány a schodiště neumožňující únik a mnoho dalšího). Prostor směrem vzhůru nabývá jak na barevnosti, tak na naději – v pěti lunetách spatřujeme konkrétní přísliby naděje pro trpící duše (prosba o světlo, sbírka pro padlé vojáky, naděje přinášená archandělem Michaelem, předpověď naplnění času v očistci a také modlitba za zde trpící duše). Poslední sféra je zachycena na dvou nástropních malbách v zrcadlech a je vlastně sférou nebeskou – jedná se o výjev zmrtvýchvstání a rozhovor Hospodina s Ezechielem.